# Gabriel Jorge Sosa
Gabriel Jorge Sosa (Santa Cruz de Tenerife, 26 de juny de 1916 - Santa Cruz de Tenerife, 28 de novembre de 2014) fou un futbolista espanyol, que va destacar per la seva depurada tècnica i el seu fort xut. Va ser internacional amb la selecció catalana i amb la selecció espanyola.

## Trajectòria
Va fitxar pel CD Tenerife el 1936, però a causa de la Guerra civil espanyola no va poder desenvolupar del tot el seu joc. A l'acabar la guerra, el president Genaro de la Riva el va fitxar pel RCD Espanyol on va despuntar durant 8 temporades i on va esdevenir una estrella. Al final de la temporada 1946/47, es va desvincular del club perico, si bé va seguir vinculat a Catalunya en fitxar pel CF Badalona, de segona divisió.
Va jugar a Lisboa el primer partit de la selecció espanyola després de la guerra, juntament amb el seu company d'equip, Isidre Rovira.

## Palmarès

### RCD Espanyol
- 1 Copa espanyola / Copa del Generalísimo (1940)
- 1 Campionat de Catalunya (1940)